# 岩手ビッグブルズ
岩手ビッグブルズ（いわてビッグブルズ、英: Iwate Big Bulls）は、岩手県盛岡市をホームタウンとするプロバスケットボールチーム。運営法人は株式会社岩手ビッグブルズ。2010年に創設され、2025-26シーズンからはB2リーグ東地区に所属する。

## 概要
2011-12シーズン前にチームを結成し、bjリーグに参入。チーム名のビッグブルズとは、岩手県が本州最大の県土であるという「ビッグ」と、前沢牛、短角牛、乳牛などの牛を意味する「ブル」を組み合わせられた。応募総数1569件（県内：1417件、県外：152件）の中から選ばれ、チーム選考会議を経て決定された。チームロゴは、闘牛の様に力強く、勇猛果敢に勝利を収めていく姿をイメージしている。

### チームカラー
情熱の赤（ブルズレッド）     、南部鉄器と三陸の海をイメージした濃紺（アイアンマリンブルー）     、世界遺産の平泉をイメージした黄金（ヘリテイジゴールド）     である。

### ユニフォームスポンサー （2024-25シーズン）
- 前面：岩手県（右肩）、カネマン（中央）
- 背面：岩泉ホールディングス（背番号上部）、盛岡市（選手名下部）
- パンツ：オノデラサイン（右前腰部上）、二宮内科クリニック（右前腰部中央）、小坂内科消化器科クリニック（右前腰部下）、菊池通信工業（右前太もも上）、博扇堂クリーニングセンター（右前太もも中央）、大澤クリニック（右前太もも下）、みうら産婦人科医院（左前上）、エンデバー（左前中央）、南部美人（左前下）、ネッツトヨタ岩手（右後ろ上）、トヨタレンタリース岩手（右後ろ中央）、佐藤興産（右後ろ下）、岩手トヨペット（左後ろ上）、岩手トヨタ自動車（左後ろ中央）、トヨタL&F岩手（左後ろ下）

### ユニフォームサプライヤー
- 2011年 - 2012年 : UCAN SPORTS
- 2012年 - 2019年 : TeamFive
- 2019年[6] - 2025年 : ペナルティ
- 2025年[7] - 現在 : DalPonte

### 歴代ユニフォーム
| HOME      | HOME      | HOME      | HOME      | HOME      |
| --------- | --------- | --------- | --------- | --------- |
| 2017 - 18 | 2018 - 19 | 2019 - 20 | 2020 - 21 | 2021 - 22 |
| 2022 - 23 | 2023 - 24 | 2024 - 25 | 2025 - 26 |           |
|           |           |           |           |           |

| AWAY      | AWAY      | AWAY      | AWAY      | AWAY      |
| --------- | --------- | --------- | --------- | --------- |
| 2017 - 18 | 2018 - 19 | 2019 - 20 | 2020 - 21 | 2021 - 22 |
| 2022 - 23 | 2023 - 24 | 2024 - 25 | 2025 - 26 |           |
|           |           |           |           |           |

| Other                     | Other                      | Other                      | Other                      | Other                      |
| ------------------------- | -------------------------- | -------------------------- | -------------------------- | -------------------------- |
| 2018 - 19 復興祈念試合 紺 | 2018 - 19 復興祈念試合 金  | 2019 - 20 復興祈念試合     | 2020 - 21 復興祈念試合 1st | 2020 - 21 復興祈念試合 2nd |
| 2021 - 22 復興祈念試合    | 2022 - 23 復興祈念試合 1st | 2022 - 23 復興祈念試合 2nd | 2023 - 24 復興祈念試合     | 2023 - 24 HALEO DAY        |
| 2024 - 25 3rd             | 2024 - 25 復興祈念試合     |                            |                            |                            |
|                           |                            |                            |                            |                            |

## 歴史

### bjリーグ参入まで
2010年、日本プロバスケットボールリーグ（bjリーグ）参入を目指して、岩手プロバスケットボール設立準備発起人会を設立し、8月10日にbjリーグへ参入申請書を提出。8月26日に2011-12シーズンからのbjリーグ参入が決定した。9月に岩手プロバスケットボール設立準備委員会を設立し、12月1日にチーム運営会社「株式会社岩手スポーツプロモーション」として法人化。
2011年1月にチーム名公募を開始し、3月8日に一般公募1569件の中から選ばれたチーム名「岩手ビッグブルズ」を発表。5月19日にチームカラー、チームロゴ、ヘッドコーチを発表した。

### bjリーグ

#### 2011-12シーズン
初代ヘッドコーチ（HC）にギリシャ出身のブライキディス・ブラシオスが就任。6月のbjリーグドラフト会議では「走れるチーム。岩手にあるチームとして地元の選手も育てていく」をコンセプトに、前トヨタ自動車の寒竹隼人や前鹿児島の並里祐、岩手県出身の山本吉昭と千葉慎也、岩手大学出身の野上淳史を指名した。その他に岩手県出身で前秋田の澤口誠、高田慶太と外国人選手5名（アメリカ人4名、韓国人1名）を獲得し開幕を迎えた。
開幕5連敗を喫した後、10月30日の埼玉戦で初勝利したが前半は最下位に低迷。1月18日、ブラシオスHCが家族の事情のため退任し、冨山晋司アシスタントコーチ（AC）がHC代行に就任。その後元滋賀アシスタントGMの井口基史がGMに就任。シーズン終盤に4連勝するなど好調を維持しプレイオフ進出一歩手前の東7位まで順位を上げシーズンを終えた。

#### 2012-13シーズン
「全国制覇」をスローガンに掲げ、HCに前シーズン琉球を優勝に導いた桶谷大を招聘。月野雅人、高橋憲一、仲村直人、レジー・オコーサ、ディリオン・スニード、ローレンス・ブラックレッジ、カルロス・ディクソンら他チームで実績を残している選手を獲得しシーズン開幕を迎えた。開幕8連勝を記録するなど好調を維持し前半戦首位で折り返した。後半戦は外国人選手の故障や出場停止などが相次ぎ東4位に順位を下げたが、参入2年目で初のプレーオフ進出が決定。プレーオフファーストラウンドはホームで東5位の秋田と対戦し、第1戦に勝利したが、2、3戦目に敗れて敗退した。

#### 2013-14シーズン
桶谷体制2シーズン目。与那嶺翼、スクーティー・ランダル、ジョシュ・ペッパーズらが加入。開幕戦で新規参入チームの青森に敗れてシーズンが始まったが、12月から2月にかけて10連勝を記録して上位争いに加わる。シーズン終盤にも首位（対戦当時）の秋田戦連勝を含むチーム記録の12連勝を記録し、レギュラーシーズン過去最高の東2位でプレーオフに進出。カンファレンスセミファイナルはホームで東3位の秋田と対戦。接戦となった第1戦77-80で落とすと翌日の第2戦も59-82で完敗し、前シーズンに続いて秋田にファイナルズ進出を阻まれた。

#### 2014-15シーズン
桶谷体制3シーズン目。山本吉昭や高橋憲一等が退団し、寒竹隼人（復帰）、仲西淳、ウェイン・アーノルド、アブドゥーラ・クウソーを獲得。シーズン前半戦はリーグ新記録の19連勝を記録するなど好調を維持し首位で折り返した。後半戦は順位を落とし、東2位でプレーオフに進出。ファーストラウンドはホームで7位の福島に2連勝。翌週のカンファレンスセミファイナルはホームで6位の青森に2連勝し、有明コロシアムでのファイナルズ初出場が決定した。有明ではカンファレンスファイナルで秋田に敗戦。翌日の3位決定戦でも滋賀に敗戦し、総合4位でシーズンを終えた。

#### 2015-16シーズン
勝久ジェフリーが新HCに就任。クウソーを除く外国人や月野、与那嶺など主力が退団。永田晃司、石川海斗、大森勇らが新加入。30勝22敗で東地区5位。プレイオフ・ファーストラウンドは東4位の新潟を破ったが、カンファレンスセミファイナルで東1位の富山に敗れた。

### B.LEAGUE

#### 2016-17シーズン（B2東地区）
従来の2つのトップリーグbjリーグとNBLに代わり発足した新リーグ・「B.LEAGUE」の参入審査で岩手は2部（B2）の東地区所属となることが決定した。上田康徳が新HCに就任。小野寺、千葉、永田、大森を除いて前シーズン所属していた選手は退団し、2014-15シーズンbjリーグファイナルズを経験した選手は小野寺と千葉の2名だけとなった。澤口誠が4シーズンぶりに復帰し、小原良公らが新加入。シーズンは開幕から8連敗を記録し、9戦目の山形戦でB2リーグ初勝利を記録した。連勝は3連勝が最高で、15勝45敗に終わり、東地区6チーム中最下位（リーグ18チーム中16位）に沈んだ。

#### 2017-18シーズン（B2東地区）
2017年11月11日、「株式会社岩手スポーツプロモーション」が社名を「株式会社岩手ビッグブルズ」へ変更した。
シーズン開幕4連敗を記録。10月22日から連敗が続いて東地区最下位に低迷し、12月に上田康徳HCが退任した。後任に元ベトナム代表HCのドンテ・ヒルがHCに就任。連敗はヒル就任後も続き、1月28日の群馬戦に勝利して24連敗でストップした。最終盤にも12連敗を喫し、通算7勝53敗でリーグ最下位となり、B2・B3入れ替え戦にまわることとなった。横浜アリーナで行われたB3優勝の八王子との入れ替え戦は前半終了時31-39。後半差を拡げられ、55－83で敗れ、B3降格が確定した。

### B3リーグ

#### 2018-19シーズン
HCに岡田修が就任したが、成績不振によりシーズン途中で解任される。2018年年末の試合から、吉田優磨ACがHC代行として指揮を取る事になった。また初代主将の山本吉昭がアドバイザリーコーチに就任した。ファーストステージ3勝9敗。レギュラーシーズン7勝29敗。ファイナルステージ6勝6敗で総合順位は10チーム中7位となった。
経営面では2019年8月発表第9期決算で黒字を達成した。

#### 2019-20シーズン
永田晃司が選手兼HC、吉田優磨がアソシエイトヘッドコーチ（AHC）に就任。山本吉昭がアドバイザリーコーチ兼任でGMに就任した。B3リーグは今季からステージ制が廃止された。開幕3連敗を喫したが、直後に1敗を挟んで8連勝と13連勝を記録した。新型コロナウイルスの感染拡大の影響によりシーズン打ち切りとなるまでの成績は29勝11敗で、優勝した佐賀と1勝差の4位となった。

#### 2020-21シーズン
永田HC、山本GMが退団し、吉田優磨が新HCに就任。新型コロナウイルスの感染拡大の影響で2021年1月に開幕。26勝14敗で11チーム中5位だった。

#### 2021-22シーズン
吉田体制を継続。HC代行期、AHC期を含めて4シーズン目で、クラブ史上最長となる。28勝21敗で15チーム中8位だった。シーズン途中の2月に鈴木裕紀がアナリストとして入団した。

#### 2022-23シーズン
新HCに鈴木裕紀、新GMに篠原滋が就任。吉田前HCは役職を変更し、3シーズンぶりにAHCとなった。シーズン当初より好調を維持し、静岡、埼玉、鹿児島と首位を争う。2023年3月の静岡との首位攻防戦に連勝してからは首位をキープし、45勝7敗でクラブ史上初となるB3リーグレギュラーシーズン年間1位となった。また、プレーオフにて決勝進出を果たし6年ぶりのB2昇格を決めた。プレーオフ決勝では静岡に勝利し、B3リーグ完全優勝を果たした。

### B.LEAGUE

#### 2023-24シーズン（B2東地区）
鈴木体制2シーズン目。6シーズン振りのB2での戦いであったが、20勝40敗で東地区6位、全体でもB3リーグへの降格圏となる下位2チームとなることが確定した。

### B3リーグ

#### 2024-25シーズン
鈴木体制3シーズン目。前シーズンから日本人選手9名が残留。1年でのB2復帰を目標に掲げ、チームスローガンを「HIGHER UP（ハイアガル）」としてシーズンに臨んだ。

開幕5連勝のあと、1敗を挟み6連勝と好調なスタートを切った。ホーム開幕2試合目となる10月6日の品川戦では、クラブ史上過去最多となる観客動員3883人を記録した。

途中、選手のけが等により苦しい時期もあったが、終盤8連勝もあり、レギュラーシーズン37勝15敗の4位でプレーオフ進出を決めた。

プレーオフクォーターファイナルは、岐阜に2連勝し、セミファイナル進出を決めた。

横浜とのセミファイナルは1勝2敗で惜敗したが、ファイナル進出を決めた他チームのB2ライセンス取得状況から、B2昇格決定戦となる3位決定戦が開催された。

ホームのタカヤアリーナで開催された3位決定戦は、新潟との戦いとなった。第1戦は86-75で勝利。第2戦は、チーム史上最多となる4255人が応援する中、83-70と2連勝し、シーズン当初に目標に掲げた1年でのB2復帰を果たした。

レギュラーシーズンの年間平均入場者数は、2284人でチーム史上過去最多を記録した。

## 成績

### 過去のリーグ戦

#### bjリーグ
| 年度    | レギュラーシーズン | レギュラーシーズン | レギュラーシーズン | レギュラーシーズン | レギュラーシーズン | レギュラーシーズン | レギュラーシーズン | レギュラーシーズン | 最終結果 | HC                            | 備考                        |
| 年度    | 勝                 | 敗                 | 勝率               | ゲーム差           | 得点               | 失点               | 得失点差           | 順位               | 最終結果 | HC                            | 備考                        |
| ------- | ------------------ | ------------------ | ------------------ | ------------------ | ------------------ | ------------------ | ------------------ | ------------------ | -------- | ----------------------------- | --------------------------- |
| 2011-12 | 19                 | 33                 | .365               | 18.0（6.0）        | 73.8               | 80.2               | -6.4               | 東7位              | 15位     | ブラシオス → 冨山晋司（代行） | 新規参入1年目               |
| 2012-13 | 34                 | 18                 | .654               | 2.0                | 82.7               | 78.3               | +4.4               | 東4位              | 9位      | 桶谷大                        | プレイオフ 地区1回戦敗退    |
| 2013-14 | 40                 | 12                 | .769               | 2.0                | 79.7               | 71.7               | +8.0               | 東2位              | 5位      | 桶谷大                        | プレイオフ 地区準決勝敗退   |
| 2014-15 | 41                 | 11                 | .788               | 0.0                | 82.3               | 70.2               | +12.1              | 東2位              | 4位      | 桶谷大                        | プレイオフ ファイナルズ出場 |
| 2015-16 | 30                 | 22                 | .577               | 9.0                | 77.0               | 71.9               | +5.1               | 東5位              | 8位      | 勝久ジェフリー                | プレイオフ 地区準決勝敗退   |

ゲーム差は()外は1位、()内はプレイオフ圏との差をそれぞれ表している。
その他の試合
- 東北カップ
  - 2012-13シーズン : 準優勝
  - 2013-14シーズン : 準優勝
  - 2014-15シーズン : 優勝
  - 2015-16シーズン : 6位
  - 2016-17シーズン : 5位
  - 2017-18シーズン : 3位
  - 2018-19シーズン : 4位
  - 2019-20シーズン : 出場せず
  - 2020-21シーズン : 新型コロナウイルスの影響により中止
  - 2021-22シーズン : 出場せず
  - 2022-23シーズン : 3位
  - 2023-24シーズン : 出場せず
  - 2024-25シーズン : 6位

### タイトル

#### 個人別
- 2022-23シーズン(B3)

　年間MVP　クリスチャン・ドゥーリトル
　年間ベスト5　横川俊樹
- 2023-24シーズン(B2)

　スティール王　ケルヴィン・マーティン
- 2024-25シーズン(B3)

　年間ベスト5　クレイ・マウンス
　スティール王　クレイ・マウンス

### 主な記録

#### 個人
1試合最多得点　46得点
- 青木龍史（2021年3月21日静岡戦）[27]

#### チーム
1試合最多得点　111得点（2012年12月8日埼玉戦）
1試合最少得点　44得点（2017年12月2日仙台戦）
1試合最少失点　45失点（2025年2月9日金沢戦）
1試合最多失点　111失点（2018年3月24日青森戦）
最多連勝　19連勝（2014-15シーズン）
最多連敗　24連敗（2017-18シーズン）

## 選手とスタッフ

### 現行ロースター
| 記号説明 |                           |  |                           |
|          | チームキャプテン          |  | (C) オフコートキャプテン  |
|          | 故障者                    |  | (+) シーズン途中契約      |
|          | (S) 出場停止              |  | (帰) 帰化選手             |
|          | (ア) アジア特別枠選手     |  | (申) 帰化申請中選手（B3） |
|          | (特) 特別指定選手         |  | (留) 留学実績選手（B3）   |
|          | (育) ユース育成特別枠選手 |  | (U) U22枠選手             |

公式サイト
| - ロースター - スタッフ - スタッツ - 故障者リスト | - 選手契約登録規程 B1.B2 / B3 - FA選手リスト |

#### 歴代ヘッドコーチ
1. ブライキディス・ブラシオス（2011-2012.1）
  1.  冨山晋司（代行、2012.1-2012.5）
2. 桶谷大（2012-13シーズンから2014-2015シーズンまで）
3. 勝久ジェフリー（2015-16シーズン）
4. 上田康徳（2016-17シーズンから2017-18シーズン途中の12月まで指揮）
5. ドンテ・ヒル（2017-2018シーズン途中の1月に就任し、シーズン終了まで指揮）
6. 岡田修（2018-19シーズン、12月退任）
  1.  吉田優磨（2018-19シーズン途中の12月から代行として指揮）
7. 永田晃司（2019-20シーズン、選手兼任）
8. 吉田優磨（2020-21シーズンから2021-22シーズンまで）
9. 鈴木裕紀（2022-23シーズンから現職）

## 応援・アリーナ演出

### ホームアリーナ・練習場
ホームアリーナは、盛岡タカヤアリーナ。

bjリーグ時代は以下のアリーナでホームゲームを開催していた。

岩手県営体育館 , 奥州市総合体育館(旧 水沢総合体育館) , 一関市総合体育館 , 北上総合体育館 , 宮古市民総合体育館 , 二戸市総合スポーツセンター , 滝沢総合公園体育館 , 花巻市総合体育館 , 雫石町営体育館
2021年1月、練習専用体育館「矢巾町岩手ビッグブルズアリーナ」が開館した。

#### アリーナ別試合数 (B.LEAGUE・B3.LEAGUE)
| 年度    | 参加 クラス | ホーム ゲーム数 | タカヤ | 県営 | その他                                                      | プレーオフ |
| 2016-17 | B2          | 30              | -      | 22   | 奥州2 宮古2 北上2 二戸2                                     |            |
| 2017-18 | B2          | 30              | 22     | 2    | 北上2 二戸2 葛巻2                                           |            |
| 2018-19 | B3          | 30              | 10     | -    | 陸前高田4 奥州2 宮古2 北上2 二戸2 葛巻2 久慈2 一関2 八幡平2 |            |
| 2019-20 | B3          | 22(32)          | 10(16) | 2    | 北上2 陸前高田2 久慈2 滝沢2 釜石2 宮古0(2) 二戸0(2)         |            |
| 2020-21 | B3          | 20              | 14(12) | -    | 奥州2 宮古2 釜石2 花巻0(2)                                  |            |
| 2021-22 | B3          | 24(28)          | 18(20) | -    | 宮古2 久慈2 八幡平2 釜石0(2)                                |            |
| 2022-23 | B3          | 26              | 18     | -    | 宮古2 久慈2 釜石2 花巻2                                     | タカヤ7    |
| 2023-24 | B2          | 30              | 22     | -    | 奥州2 宮古2 二戸2 花巻2                                     |            |
| 2024-25 | B3          | 26              | 22     | -    | 宮古2 花巻2                                                 | タカヤ4    |

凡例
タカヤ-盛岡タカヤアリーナ：盛岡市
県営-岩手県営体育館：盛岡市
奥州-奥州市総合体育館(Zアリーナ)：奥州市
宮古-宮古市民総合体育館(シーアリーナ)：宮古市
北上-北上総合体育館：北上市
二戸-二戸市総合スポーツセンター：二戸市
葛巻-葛巻町社会体育館：葛巻町
陸前高田-夢アリーナたかた：陸前高田市
久慈-久慈市民体育館：久慈市
一関-一関市総合体育館(Uドーム)：一関市
八幡平-八幡平市総合運動公園体育館：八幡平市
滝沢-滝沢総合公園体育館：滝沢市
釜石-釜石市民体育館：釜石市
花巻-花巻市総合体育館アネックス：花巻市
括弧内は開催予定だった試合数

### MC
1. まつみたくや（2011年 - 2018年）[29]
2. 村井沙織（2018年 - 2020年）
3. 二宮真佑子（2020年 - ）
4. 高野真一郎（2023年 - ）

### チアダンスチーム

#### Red Charm
2016年12月にビッグブルズチアとして結成。2019年9月、現チーム名に変更。チーム名には岩手の頑張る人、すべてを応援する「お守り」「女神」になるという意味が込められている
初年度より、中條鈴をディレクターとする「ブルズダンサーズ」が応援を行っていた。2016年、チアダンスチームはクラブから独立し、「Lips Dancers（リップスダンサーズ）」が設立され、2016-17シーズンのホーム開幕戦はチアダンスチーム不在のまま開催された。以後もチアダンスチームは不在のままで、ファンの間ではチア復帰を求める署名活動が行われる一方、クラブ側は新たなチアダンスチームを2016-17シーズン中に作る方針を示した。2016年12月、新チアダンスチーム「ビッグブルズチア」のメンバーが決定し、12月24日のホームゲームから活動開始。2018-19シーズンまでビッグブルズチアとして活動した後、2019年9月、チーム名公募により「Red Charm」に改称した。
2024年からRed Charmの公式ファンクラブ「CLUB Red Charm（通称：CRC）」を新設した。オリジナルのCRCチャーム（キーホルダー）、メンバーからのメッセージ動画、CRC会員限定イベントなどの特典がある。

### マスコットキャラクター

#### BULLZO（ぶるぞー）
2015年、チーム発足5周年記念企画としてマスコットデザインを公募して誕生した牛のキャラクター。5才のいたずら好きな牛の男の子で、特技はBULLZOダンス、趣味は筋トレ。

### 音楽

#### SBE
2024-25シーズンから、盛岡出身のロックバンド「SBE」とコラボレーションし、テーマソング「BRAVE IT OUT」、タイムアウト曲「Be Together」のほか、攻守のBGMにより、会場を盛り上げている。

## メディア

### テレビ
- テレビ岩手 - 5きげんテレビ"岩手ビッグブルズ応援企画"
- 岩手めんこいテレビ - 週刊！BIGBULLS

### ラジオ
- FM岩手 - 夕刊ラジオ～You Can Radio～「岩手ビッグブルズ・ハイアーアップ」

### 雑誌
- 岩手スポーツマガジン「Standard」

### ソーシャルメディア
- 公式YouTubeチャンネル「ブルチャン」 - YouTubeチャンネル

## 「復興のシンボル」を目指して
チームは、2010年12月に設立。2011年3月8日にチーム名を「岩手ビッグブルズ」とすることを発表した。その3日後、東日本大震災が発生。チーム内で、このような状況でバスケットボールを続けていいのかと議論を行った末、「バスケットボールを通じて岩手を元気にしたい」「震災復興に向けての活力になる活動をするべき」との結論に至り、2011-12シーズンからbjリーグに参入した。

以降、「復興のシンボルを目指して、県民とともに歩み続ける」をクラブ理念に掲げ活動を続けている。
毎年、シーズン開始前には、選手、スタッフ全員で沿岸被災地を訪問。岩手に初めてきた選手も含めて、震災当時のことを学び、被災地に想いを馳せている。
毎年、2～3月には、沿岸地域で復興祈念試合を開催。復興への想いが込められたユニフォームで試合に臨むほか、試合前の「花は咲く」の合唱、地域の方を試合に招待する取組を行っている。
バスケットボールを楽しみながら防災について学ぶ「そなえてバスケ」を実施している。
2024-25シーズンには、これからの未来に向けた希望を新たに灯せるようにとの願いから、「三陸未来予想図」として、沿岸地域に住む子ども達が想い描く地域の未来の「絵」を募集し、復興祈念試合で展示した。

## その他

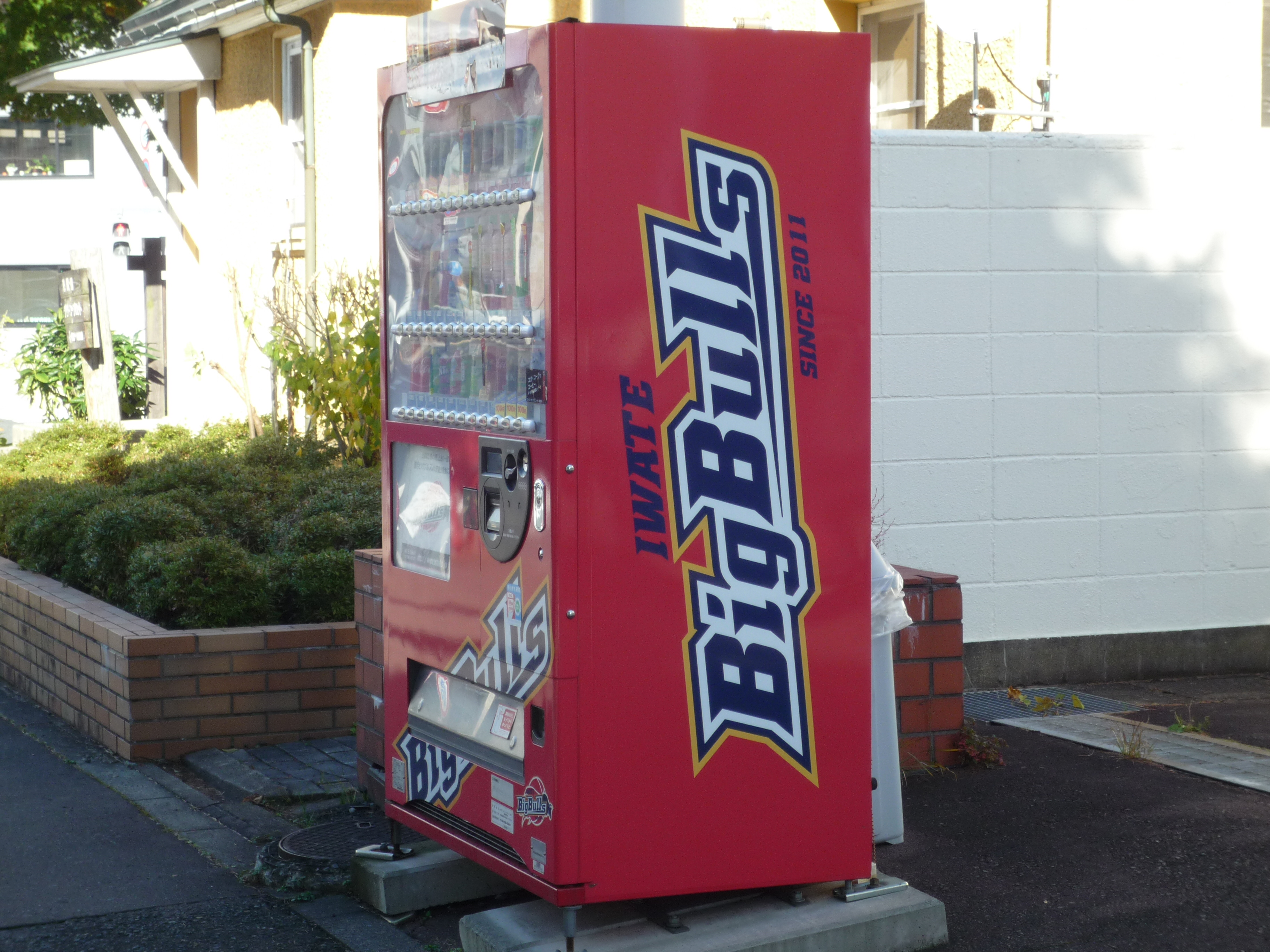
画像は盛岡情報ビジネス専門学校の前に設置されているもの。

岩手ビッグブルズファンの2人は、試合観戦で偶然隣になったことで知り合い、滝沢市鵜飼の滝沢総合公園体育館で行われたTKbjリーグ、岩手ビッグブルズの公式戦のハーフタイム中に挙式をした。
関連企業の前には、ロゴマークの入った自動販売機が設置されている。